# Georges Pompidou
Georges Jean Raymond Pompidou (Montboudif, 5. srpnja 1911. – Pariz, 2. travnja 1974.), francuski političar i državnik.
Od 1944. godine bio je bliski suradnik, a od 1948. osobni savjetnik i šef kabineta generala De Gaullea. Kao predsjednik vlade, od 1962. do 1968., provodio je De Gaulleovu vanjsku politku, a s premijerskog položaja povukao se poslije studentskih nemira 1968. godine. Pobijedivši na listi degolista, Pompidou je u lipnju 1969. naslijedio De Gaullea kao predsjednik Pete Republike i na tom položaju ostao sve do smrti.